# Jennifer McClellan

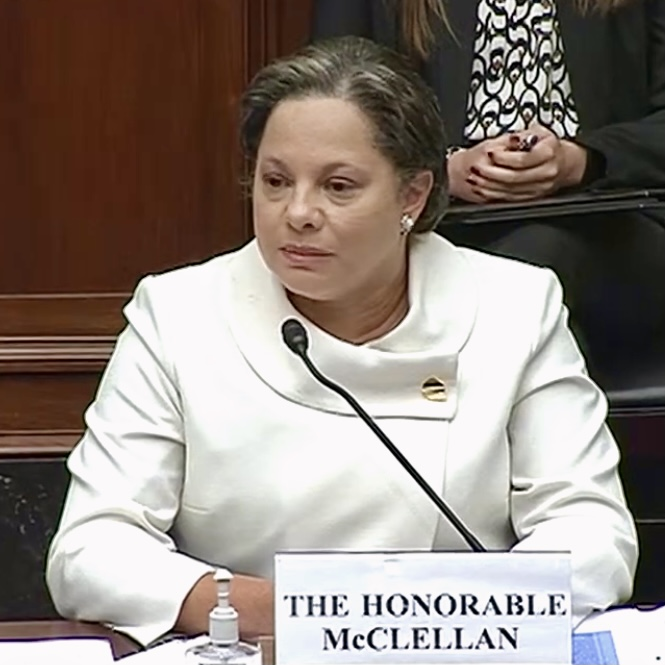
Jennifer McClellan (2021)

Jennifer Leigh McClellan (* 28. Dezember 1972 in Petersburg, Virginia) ist eine US-amerikanische Politikerin der Demokratischen Partei. Am 21. Februar 2023 wurde sie in einer Nachwahl anstelle des verstorbenen Donald McEachin in das US-Repräsentantenhaus gewählt und am 7. März 2023 vereidigt. Sie ist damit die erste afroamerikanische Frau, die Virginia im Kongress der Vereinigten Staaten vertritt. Von 2017 bis zu ihrer Wahl in den US-Kongress saß sie im Senat von Virginia, zuvor war sie von 2006 bis 2017 Mitglied im Abgeordnetenhaus des Bundesstaats.

## Werdegang
McClellan wuchs als Kind eines Professors und einer Universitätsangestellten in einem politisch geprägten Haushalt auf, beide Eltern engagierten sich in der Bürgerrechtsbewegung. Von 1990 bis 1994 studierte sie Englisch und Politikwissenschaft an der University of Richmond und schloss mit einem Bachelor of Arts (B.A.) ab. Im Anschluss besuchte sie bis 1997 die Law School der University of Virginia und erwarb dort einen Juris Doctor. Nach dem Studium arbeitete sie zunächst als Anwältin in einer privaten Kanzlei, von 2002 bis zu ihrer Wahl in den Kongress 2023 war sie für Verizon Communications tätig und betreute dort Regulierungsthemen.
McClellan ist verheiratet und gehört der Presbyterianischen Kirche an. Sie und ihr Mann wurden vom damaligen Gouverneur Virginias und späteren US-Senator Tim Kaine getraut. Sie lebt mit ihrem Mann und den gemeinsamen zwei Kindern in Richmond.

## Politische Karriere
McClellan war Stellvertretende Vorsitzende der Demokratischen Partei in Virginia und nahm in dieser Funktion 2008 als sogenannte superdelegate an der Democratic National Convention 2008 teil, auf der Barack Obama zum Demokratischen Kandidaten bei der Präsidentschaftswahl 2008 gekürt wurde. 2013 leitete sie das Übergangsteam für Terry McAuliffe, um dessen Amtsantritt als Gouverneur zu begleiten.
Zur Gouverneurswahl 2021 in Virgina bewarb sie sich um die Nominierung der Demokraten. In den parteiinternen Vorwahlen unterlag sie mit 11,8 % der Stimmen als insgesamt drittplatzierte Kandidatin McAuliffe.

### Abgeordnetenhaus von Virginia (2006–2017)
2005 bewarb sich McClellan um den freigewordenen Sitz von Viola Baskerville im Abgeordnetenhaus von Virginia (Virginia House of Delegates), dem Unterhaus der Virginia General Assembly, und wurde gewählt. 2010 schrieb sie Parlamentsgeschichte in Virginia, als sie als erste schwangere Frau einer Sitzung beiwohnte. Insgesamt wurde sie fünfmal wiedergewählt.

### Senat von Virginia (2017–2023)
Nachdem Donald McEachin ins US-Repräsentantenhaus gewählt worden war, kandidierte McClellan bei der notwendigen Nachwahl um dessen Sitz im Senat von Virginia, dem legislativen Oberhaus Virginias. Ihr einziger Mitbewerber war der Libertäre Corey Fauconier, den sie mit über 90 % der Stimmen äußerst klar besiegen konnte. 2021 wurde sie mit knapp 80 % der Stimmen wiedergewählt. Nach ihrer Wahl in den US-Kongress gab sie ihren Sitz im Staatssenat auf.

### US-Repräsentantenhaus (seit 2023)
Bei der Nachwahl im 4. Kongresswahlbezirk Virginias am 21. Februar 2023 bewarb sich McClellan um die Nachfolge des am 28. November 2022 verstorbenen Donald McEachin im US-Repräsentantenhaus. Bei der Aufstellungsversammlung der Demokraten setzte sie sich gegen insgesamt vier Kandidaten durch und traf bei der Wahl am 21. Februar 2023 auf Leon Benjamin von den Republikanern, den sie mit 72,2 % der Stimmen besiegen konnte.
Mit ihrer Vereidigung am 7. März 2023 wurde sie damit zur ersten afroamerikanischen Frau, die Virginia im US-Kongress vertritt. Ihr Wahlkreis beinhaltet die Bundesstaatshauptstadt Virginias, Richmond, und erstreckt sich bis zur Staatsgrenze mit North Carolina im Süden. Aufgrund des verhältnismäßig hohen Anteils von Afroamerikanern und Wählern mit Hochschulabschluss gilt der Wahlkreis als ein sicherer Sitz für die Demokraten.
Bei der regulären Wahl 2024 wurde die Vorwahl der Demokraten im Juni mangels Gegenkandidaten abgesagt. Sie trat dann im November bei der Wahl zum Repräsentantenhaus des 119. Kongresses gegen den Republikaner William Moher an und schlug ihn mit 67,5 %. Ihre aktuelle Legislaturperiode im 119. Kongress läuft noch bis zum 3. Januar 2027.

### Ausschüsse
Im 118. Kongress sitzt McClellan in folgendem Ausschluss:
- United States House Committee on Energy and Commerce (Energie- und Wirtschaftsausschuss)

Sie gehört ferner dem Congressional Black Caucus und verschiedenen anderen Caucusen an.